# (3644) Kojitaku
(3644) Kojitaku es un asteroide perteneciente al cinturón de asteroides, descubierto el 5 de octubre de 1931 por Karl Wilhelm Reinmuth desde el Observatorio de Heidelberg-Königstuhl, Alemania.

## Designación y nombre
Designado provisionalmente como 1931 TW. Fue nombrado Kojitaku en honor al astrónomo aficionado japonés Takuo Kojima.